# メイジェル・バレット
メイジェル・バレット・ロッデンベリー（Majel Barrett-Roddenberry、1932年2月23日 - 2008年12月18日）はアメリカの女優、プロデューサーであり、SFテレビドラマシリーズ『スタートレック』を創作したジーン・ロッデンベリーの妻である。結婚前の氏名はメイジェル・リイ・ヒューデック（Majel Leigh Hudec）だった。
ロッデンベリーと結婚し、また『スタートレック』の全シリーズに関わっているところから、「『スタートレック』のファーストレディ」と呼ばれることがある。スタートレックの最初のシリーズである『宇宙大作戦』終了後の1969年8月6日に日本で結婚式を挙げている。

## 経歴
1932年2月23日にオハイオ州クリーブランドにメイジェル・リイ・ヒューデックとして生まれ、幼少の頃から演劇を学んだ。フロリダ州Goral Gablesのマイアミ大学に入学し、幾つかの舞台に出演後にハリウッドに移った。1950年代後半から1960年代にかけて映画やテレビシリーズに端役として出演を重ねていた。デジルスタジオでは『ボナンザ』『アンタッチャブル』『ザ・ルーシー・ショー』『The Lieutenant』等に関わった。またルシル・ボールからコメディの教えを受けた。1960年に 『ビーバーちゃん』でグエン・ルーサーフォードを演じた。また映画では『Will Success Spoil Rock Hunter?』に出演している。ジーン・ロッデンベリーとの間に一子をもうけている。

### スタートレック
SFテレビシリーズ『スタートレック』では劇場版とアニメーション版を含む多くの作品に様々な役柄で出演している。
『スタートレック』オリジナルシリーズ『宇宙大作戦』のパイロット版である『歪んだ楽園』では宇宙船エンタープライズ の副長（ナンバーワン、本名の設定無し）を演じている。このような、主役の一人で命令を下す立場の人物役がまだ無名だったメイジェル・バレットに与えられたのは、創作者であるジーン・ロッデンベリーの恋人だったためだとして NBCの重役は残らず激怒したといわれる。"Star Trek Memories" でウィリアム・シャトナーはこれを認め、更にはテスト上映で女性視聴者はこのキャラクターを嫌悪していたとクリス・クレスキに語っている。また、女性の視聴者に対して「でしゃばり」で「苛立ち」を感じさせ「ナンバーワンは男性と張り合うべきではない」とも思わせたと書いている。メイジェル・バレットはしばしば、「ジーン・ロッデンベリーは（やはりネットワークの重役達から嫌われていた）スポックと女性キャラクターのどちらかを選ばなくてはならなかったから、ヴァルカン人を残し、女性の方と結婚したのよ。レナード・ニモイがその逆を承知するとは思えなかったし」とジョークを言った。
『宇宙大作戦』のレギュラーエピソードではクリスティン・チャペル看護婦の役を演じることになった。チャペルはスポックに対する報われない愛情を内に秘めているキャラクターである。映画『スタートレック』の前半部にはチャペルが医者となっているシーンがある。チャペルは『スタートレックIV 故郷への長い道』にも登場し、継続的なキャラクターであると判る。チャペルの髪はTVでは金髪であったが、映画では黒髪になっている。アニメーションシリーズの『まんが宇宙大作戦』では声優としてチャペル看護婦やレスを含め何役かを演じている。
その後、『新スタートレック』では、その自由奔放でわがままな性格でD型エンタープライズのピカード艦長を困惑させるベタゾイド大使で、カウンセラーディアナ・トロイの母親でもあるラクサナ・トロイとしてキャスティングされ、再度『スタートレック』シリーズに復帰している。また、『スタートレック:ディープ・スペース・ナイン』でもラクサナ・トロイとして複数のエピソードに登場し、保安チーフのオドーと強い絆を築いた。
『宇宙大作戦』と『新スタートレック』、『スタートレック:ディープ・スペース・ナイン』、『スタートレック:ヴォイジャー』およびほとんどの劇場版、さらに『スタートレック:エンタープライズ』でも2本のエピソードで、惑星連邦所属の宇宙船に搭載されているコンピュータ（LCARS）の音声を担当した。また、『スタートレック』関連のさまざまなコンピュータゲームやソフトウェア（en:Star Trek games#Video games）にも声優として出演している。ただし、『Star Trek Online』のコンピュータ音声はラニ・ミレルラが彼女の声色を真似て演じているものである。
生前の彼女は、ファンに夢を与えつつ『スタートレック』シリーズの活気を維持するため、主要な『スタートレック』コンベンションに毎年、出席するよう努めていた。
亡くなる直前の 2008年12月9日、ロッデンベリー・プロダクションは『スタートレック』シリーズ11作目の映画『スター・トレック』でも彼女が再びコンピュータ音声を演じていると発表した。ロッデンベリー家のスポークスマンを務めるシーン・ロッサルは「メイジェル・バレット・ロッデンベリーの担当シーンは2008年12月4日には既に収録し終わっている」と述べた。

### 『スタートレック』後
1973年に夫のジーン・ロッデンベリーが製作したポスト終末論的なテレビドラマのパイロット版『GenesisII』でプリマス・ドミニク役を演じている。また、ジーン・ロッデンベリーの死後に残されていた資料から、『アンドロメダ』と彼女がDr.ジュリアンを演じた『アース〜最後の闘い〜』の2作品を制作した。
『スタートレック』シリーズとSFテレビドラマシリーズ『バビロン5』の製作者の繋がりにより『バビロン5』の第3シーズンのキーエピソードとなった「地球に戒厳令発令」ではセントーリの前皇帝第三夫人モレーラを演じた。アニメーション作品『ファミリー・ガイ』の第3シーズンのエピソード"Emission Impossible"にゲストとして参加した時には、ステューウィー・グリフィンの船のコンピュータ音声を演じ、『スタートレック』シリーズでコンピュータ音声を担当したことをパロディにしている。ユニオン・パシフィック鉄道では線路の欠陥検査装置にメイジェル・バレットの声を使用している。装置が欠陥を発見すると録音された声が列車の乗務員にラジオで知らされるようになっている。
2008年12月18日、カリフォルニア州ロサンゼルスベルエアーの自宅で白血病のため76歳で死去した。遺灰は宇宙葬にされる。

## 出演作品

### 映画
| 公開年 | 邦題 原題                                                             | 役名                           | 備考           |
| ------ | --------------------------------------------------------------------- | ------------------------------ | -------------- |
| 1957   | ロック・ハンターはそれを我慢できるか? Will Success Spoil Rock Hunter? | シャンプーのデモンストレーター | クレジット無し |
| 1958   | 黒い蘭 The Black Orchid                                               | ルイサ                         | クレジット無し |
| 1958   | 大海賊 The Buccaneer                                                  | 街の女                         |                |
| 1961   | 金魚鉢の中の恋 Love in a Goldfish Bowl                                | アリス                         |                |
| 1961   | 裏街 Back Street                                                      | テーブルの女                   | クレジット無し |
| 1963   | 肉弾最前線 The Quick and the Dead                                     | テレサ                         |                |
| 1965   | シルビア Sylvia                                                       | アン                           | クレジット無し |
| 1966   | メイド・イン・パリ Made in Paris                                      | デイヴィッド・プレンティス婦人 | クレジット無し |
| 1967   | プレイラブ48章 A Guide for the Married Man                            | Mrs. Fred V.                   |                |
| 1967   | グランドレース Track of Thunder                                       | ジョージア・クラーク           |                |
| 1973   | ウエストワールド Westworld                                            | ミス・キャリー                 |                |
| 1973   | SF地球最後の危機 Genesis II                                           | Primus Dominic                 | テレビ映画     |
| 1974   | 人造人間クエスター The Questor Tapes                                  | ブラッドリー博士               | テレビ映画     |
| 1977   | ドミノ・ターゲット The Domino Principle                               | シュナイブル夫人               |                |
| 1979   | スタートレック Star Trek: The Motion Picture                          | クリスティン・チャペル         |                |
| 1986   | スタートレックIV 故郷への長い道 Star Trek IV: The Voyage Home         | クリスティン・チャペル         |                |
| 1994   | スタートレック ジェネレーションズ Star Trek Generations               | コンピュータ                   | 声の出演       |
| 1996   | スタートレック ファーストコンタクト Star Trek: First Contact          | コンピュータ                   | 声の出演       |
| 2002   | ネメシス/S.T.X Star Trek: Nemesis                                     | コンピュータ                   | 声の出演       |
| 2009   | スター・トレック Star Trek                                            | 宇宙船内のコンピュータ         | 声の出演       |

### テレビ
| 放映年    | 邦題 原題                                                            | 役名                                        | 備考                                           |
| --------- | -------------------------------------------------------------------- | ------------------------------------------- | ---------------------------------------------- |
| 1959      | ソニー号空飛ぶ冒険 Whirlybirds                                       | ナース                                      | シーズン3 第19話 "The Black Maria"             |
| 1960      | 夜のジョニー Johnny Midnight                                         | ローズマリー・マッコイ                      | 第3話 "The Villain of the Piece"               |
| 1960      | アンタッチャブル The Untouchables                                    | ウェイトレス                                | シーズン1 第18話 "Little Egypt"                |
| 1960      | ビーバーちゃん Leave It to Beaver                                    | グウェン・ラザフォード                      | シーズン3 第32話 "Beaver and Violet"           |
| 1961-1962 | 陽気な夫婦 Pete and Gladys                                           | 歯科助手                                    | 2エピソード                                    |
| 1962      | 特捜官ニック・ケイン Cain's Hundred                                  | グレース・ニューバーグ                      | 第30話 "Quick Brown Fox"                       |
| 1962      | サンセット77 77 Sunset Strip                                         | イルサ・グロッシュ                          | シーズン4 第36話 "Dress Rehearsal"             |
| 1962      | ザ・ルーシー・ショー The Lucy Show                                   | ミス・マッシー                              | シーズン1 第7話 "Lucy Is a Kangaroo for a Day" |
| 1962-1966 | ボナンザ Bonanza                                                     | アニー・スローカム/ベル・ガンター           | 2エピソード                                    |
| 1963      | ドクター・キルデア Dr. Kildare                                       |                                             | シーズン2 第14話 "Love Is a Sad Song"          |
| 1963      | ジェネラル・ホスピタル General Hospital                              | Bea                                         |                                                |
| 1964      | てんてこデパート Many Happy Returns                                  |                                             | 第4話 "Bye, Bye Cupid"                         |
| 1966      | かわいい妻ジュリー Love on a Rooftop                                 |                                             | 第2話 "117 Ways to Cook Hamburger"             |
| 1966-1969 | スタートレック Star Trek                                             | 様々な役                                    | 35エピソード                                   |
| 1967      | ぼくら1ぴき6にん Please Don't Eat the Daisies                        | リディア                                    | シーズン2 第24話 "Just While You're Resting"   |
| 1967      | パパのおやじは30才 The Second Hundred Years                          | 精神科医                                    | 第9話 "Remember the Maine"                     |
| 1968      | 略奪された100人の花嫁 Here Come the Brides                           | テッサ                                      | シーズン1 第7話 "Lovers and Wanderers"         |
| 1971      | 若き弁護士たち The Young Lawyers                                     | グレース・デラニー                          | 第22話 "The Whimper of Whipped Dogs"           |
| 1973      | 刑事コロンボ Columbo                                                 | 病院のアナウンス                            | シーズン2 第6話 "溶ける糸"                     |
| 1974      | FBIアメリカ連邦警察 The F.B.I.                                       | デレク夫人                                  | シーズン9 第16話 "The Animal"                  |
| 1987-1994 | 新スタートレック Star Trek: The Next Generation                      | 様々な役                                    | 104エピソード                                  |
| 1993-1999 | スタートレック:ディープ・スペース・ナイン Star Trek: Deep Space Nine | 様々な役                                    | 33エピソード                                   |
| 1995-2001 | スタートレック:ヴォイジャー Star Trek: Voyager                       | 様々な役                                    | 119エピソード                                  |
| 1996      | バビロン5 Babylon 5                                                  | モレラ                                      | シーズン3 第9話 "地球に戒厳令布告"             |
| 1996-1998 | スパイダーマン Spider-Man                                            | アンナ・ワトソン                            | 17エピソード 声の出演                          |
| 1997-1999 | Earth: Final Conflict                                                | Dr. Julianne Belman                         | 11エピソード                                   |
| 1998      | Dr.マーク・スローン Diagnosis: Murder                                | Encounter Group Leader                      | シーズン6 第6話 "Alienated"                    |
| 2001      | ファミリー・ガイ Family Guy                                          | 船のコンピュータ                            | シーズン3 第11話 "Emission Impossible"         |
| 2005      | スタートレック:エンタープライズ Star Trek: Enterprise                | エンタープライズのコンピュータ/コンピュータ | 2エピソード 声の出演                           |
| 2007      | Star Trek: New Voyages                                               | The Computer                                | 第3話 "World Enough and Time"、声の出演        |

### コンピュータゲーム
| 発売年 | 邦題 原題                                                   | 役名                           | 備考                     |
| ------ | ----------------------------------------------------------- | ------------------------------ | ------------------------ |
| 1993   | Star Trek: Judgment Rites                                   | エンタープライズのコンピュータ | 声の出演                 |
| 1994   | Star Trek: The Next Generation Interactive Technical Manual | 連邦のコンピュータ             | 声の出演、クレジット無し |
| 1995   | Star Trek: The Next Generation – A Final Unity              | エンタープライズのコンピュータ | 声の出演                 |
| 1996   | スタートレック:ボーグ Star Trek: Borg                       | 連邦のコンピュータ             | 声の出演                 |
| 1997   | Star Trek Generations                                       | 船のコンピュータ               | 声の出演                 |
| 1999   | Star Trek: The Next Generation Companion                    | 連邦のコンピュータ             | 声の出演、クレジット無し |
| 1999   | Star Trek: Deep Space Nine Companion                        | 連邦のコンピュータ             | 声の出演、クレジット無し |
| 2010   | Star Trek Online                                            | コンピュータ                   | 声の出演                 |